# تشن يانغ (ترامبوليني)
تشن يانغ هو ترامبوليني ‏ صيني، ولد في 26 ديسمبر 1987.

## وصلات خارجية
- تشن يانغ على موقع الاتحاد الدولي للجمباز (licence) (الإنجليزية)
- تشن يانغ على موقع الاتحاد الدولي للجمباز (biography) (الإنجليزية)